# Степанов, Георгий Афанасьевич
Георгий Афанасьевич Степанов (24 апреля 1920, село Мошняги, Балтский уезд, Подольская губерния, УССР — 1 февраля 2016, Кишинёв, Республика Молдова) — советский молдавский партийный и государственный деятель, первый заместитель председателя Совета Министров Молдавской ССР (1980—1985).

## Биография
Участник Великой Отечественной войны. Участвовал в боях на Северо-Кавказском, 2-м, 3-м Украинских фронтах. Освобождал города Белгород, Будапешт, Вену, Белград. Принимал участие в Ясско-Кишиневской операции.
В 1951 г. окончил Кишиневский сельскохозяйственный институт.
- 1951—1953 гг. — председатель колхозов «Сталинский путь» в с. Резень и «Бируинца» с. Кожушна бывшего Кишиневского района?
- 1953—1958 гг. — директор Бравичской МТС,
- 1958—1961 гг. — главный зоотехник министерства сельского хозяйства Молдавской ССР, старший референт Совета Министров Молдавской ССР,
- 1961—1962 гг. — председатель исполнительного комитета Окницкого районного совета депутатов трудящихся,
- 1962—1963 гг. — начальник Леовского территориального колхозно-совхозного производственного управления,
- 1963—1966 гг. — заместитель, первый заместитель министра сельского хозяйства Молдавской ССР,
- 1966—1969 гг. — заведующий отделом сельского хозяйства ЦК КП Молдавской ССР,
- 1971—1977 гг. — министр заготовок Молдавской ССР,
- 1977—1980 гг. — заместитель председателя Совета Министров Молдавской ССР,
- 1980—1985 гг. — первый заместитель председателя Совета Министров Молдавской ССР,
- март-декабрь 1985 г. — министр сельского хозяйства Молдавской ССР.

С 1986 г. на пенсии.
Член ЦК КП Молдавской ССР (1961—1986). Неоднократно избирался депутатом Верховного Совета Молдавской ССР.
До января 2016 г. являлся председателем организации ветеранов аппарата Правительства Республики Молдова.

## Награды и звания
Награжден орденом Почёта Молдавии (2005), орденами Октябрьской Революции‚ Отечественной войны 1 степени, тремя орденами Трудового Красного Знамени, 25-ю боевыми, трудовыми советскими и иностранными медалями.
Заслуженный работник сельского хозяйства Молдавской ССР (1980).